# 青石镇 (集安市)
青石镇，是中华人民共和国吉林省通化市集安市下辖的一个乡镇级行政单位。

## 行政区划
青石镇下辖以下地区：
大榆树社区、长川村、黄柏村、蒿子沟村、望江村、下套村、青石村、秋皮村和石湖村。